# Aristolochia glandulosa
Aristolochia glandulosa är en piprankeväxtart som beskrevs av Kickx f.. Aristolochia glandulosa ingår i släktet piprankor, och familjen piprankeväxter. Inga underarter finns listade i Catalogue of Life.